# Jean Coupigny
Pour les articles homonymes, voir Coupigny.
Jean Coupigny (né le 19 avril 1912 à Périgueux (Dordogne), mort le 22 novembre 1981 à Cannes (Alpes-Maritimes)) est un médecin militaire, officier du corps de santé des troupes coloniales françaises, compagnon de la Libération (décret du 4 juillet 1944) au titre de son action dans la France libre.

## Jeunesse et formation
Né le 19 avril 1912, il est le fils d'un gérant d’immeuble. Il entre en cours d’études à l'école de Santé navale à Bordeaux en 1935, puis suit les cours de l’École du Pharo et devient médecin du Corps de santé colonial.

## Seconde Guerre mondiale
Jean Coupigny est d’abord affecté en Afrique équatoriale française comme médecin lieutenant au Régiment de tirailleurs sénégalais du Tchad (RTST) à Faya-Largeau (Tchad). Il choisit la France libre et participe au ralliement du Tchad et du Moyen-Congo fin août 1940.
Il est volontaire pour servir au Bataillon de marche n° 1 (BM 1) formé à Brazzaville en octobre 1940. Jean Coupigny en dirige le service médical pendant la campagne du Gabon. Il s’y distingue par son dévouement dans des conditions difficiles. Le BM1 est ensuite regroupé en Palestine avant de participer à la campagne de Syrie. Le médecin capitaine Coupigny est blessé par éclat d'obus le 9 juin 1941.
En octobre 1941, le BM 1 est renvoyé au Tchad pour servir dans la Colonne Leclerc.
À ce titre, il prend part à la 2e campagne du Fezzan et aux opérations de Tripolitaine (décembre 1942 - février 1943). Pendant la campagne de Tunisie (février-mai 1943) il doit faire face à une épidémie de fièvre récurrente qui atteint civils et militaires,.
Passé à l'Ambulance chirurgicale légère de la 1re division française libre (DFL), Jean Coupigny participe à la campagne d'Italie où, au cours d'un bombardement de juillet 1944, il opère dans des conditions très précaires et dangereuses. Toujours avec la 1re DFL, il débarque en Provence en août 1944 et prend part aux campagnes de son unité : vallée du Rhône, Vosges, Alsace et massif de l'Authion (Alpes-Maritimes). En mai 1945, pendant la bataille des Alpes, il dirige l'antenne chirurgicale avancée de Sospel. Dans des conditions rendues difficiles et périlleuses par le gros afflux de blessés et le bombardement de l'ambulance par l'artillerie ennemie, il opère jour et nuit des blessés graves.

## Après-guerre
Après-guerre, le docteur Jean Coupigny s'installe au Congo et dirige la Clinique-Océan de Pointe-Noire. Médecin lieutenant-colonel de réserve, il est sénateur du Congo français entre 1948 et 1956.
Il est nommé secrétaire du Conseil de la République le 5 juin 1952 et le 12 janvier 1954,.
Il décède le 22 novembre 1981 à Cannes où il est inhumé.

## Décorations
- Commandeur de la Légion d'honneur
- Compagnon de la Libération par décret du 4 juillet 1944
- Croix de guerre 1939-1945 (4 citations)
- Médaille de la Résistance française avec rosette par décret du 24 avril 1946[5]
- Médaille coloniale avec agrafe "Fezzan–Tripolitaine"
- Médaille commémorative de Syrie-Cilicie
- Officier de l'Ordre de l'Étoile noire
- Ordre du Mérite congolais